# 엄밀한 학문으로서의 철학
《엄밀한 학문으로서의 철학》(독일어: Philosophie als strenge Wissenschaft)은 후설이 1911년에 출판한 책이다. 후설은 괴팅겐 대학 시절, 그 주위에 학도를 모아 현상학을 체계적으로 다시 고찰하고 '현상학의 이념'이라는 1907년의 강의 이래 보편적인 의식분석론(意識分析論)의 방향으로 나아갔다. 이것이 주저인 《순수 현상학과 현상학적 철학의 이념들》의 선험적 현상학으로 결실되는데, 그때까지 그 구상의 계획을 말한 것이 잡지 《로고스》 제1권에 게재된 이 논문이다. 이것은 후설 자신이 엄밀한 학문이라고 생각하는 새로운 현상학의 입장을 말한 것인 동시에 이 입장에서 당시 실증주의의 '자연주의'적인 철학, 세계관론(世界觀論)의 '역사주의'적인 철학에 대한 비판으로 이 비판이 대부분을 차지하고 있다. 
후설에 의하면 소크라테스, 플라톤, 데카르트, 칸트, 피히테 등에게도 '엄밀한 학'의 징조는 있었다. 그러나 낭만주의 철학, 특히 헤겔과 함께 이성비판의 힘이 약해져서 본질을 인식해야 할 의식은 사실적이며 우연적인 것만을 문제로 삼고, 의식은 또한 역사적·상대적인 것에 말려들었다. '자연주의' 철학, 곧 실증주의는 의식을 예컨대 감각의 복합체(複合體)로 보아 의식 자체를 자연화시킨다. 역사주의 철학, 곧 세계관의 유형론(類型論)을 철학이라고 하는 생각은 철학을 역사적이며 상대적인 범위에만 통용시키는 것이라고 본다. 자연주의 철학이나 역사주의 철학도 모두 우연적이며 개별적인 사실의 영역에서만 움직이고 불완전한 귀납에 의한 일반화만으로 만족하는 것이 현상이다. 요컨대 철학은 아직은 결코 학문이 아니다. 철학은 학문으로 시작된 적이 없었다. 기존의 이론으로부터 출발해서는 안 된다. 사상 자체, 문제 자체를 스스로의 눈으로 보고, 선입관을 배제하고, 무엇보다도 순수한 철학적인 직관에 호소하여 현상학적으로 본질을 파악하는 것으로부터 시작하지 않으면 안 된다. 현상학이야말로 엄밀한 학문이다.

## 한국어 번역
- 이종훈 옮김, 지식을만드는지식, 2014년 11월 12일